# Franziskus Freiherr Heereman von Zuydtwyck

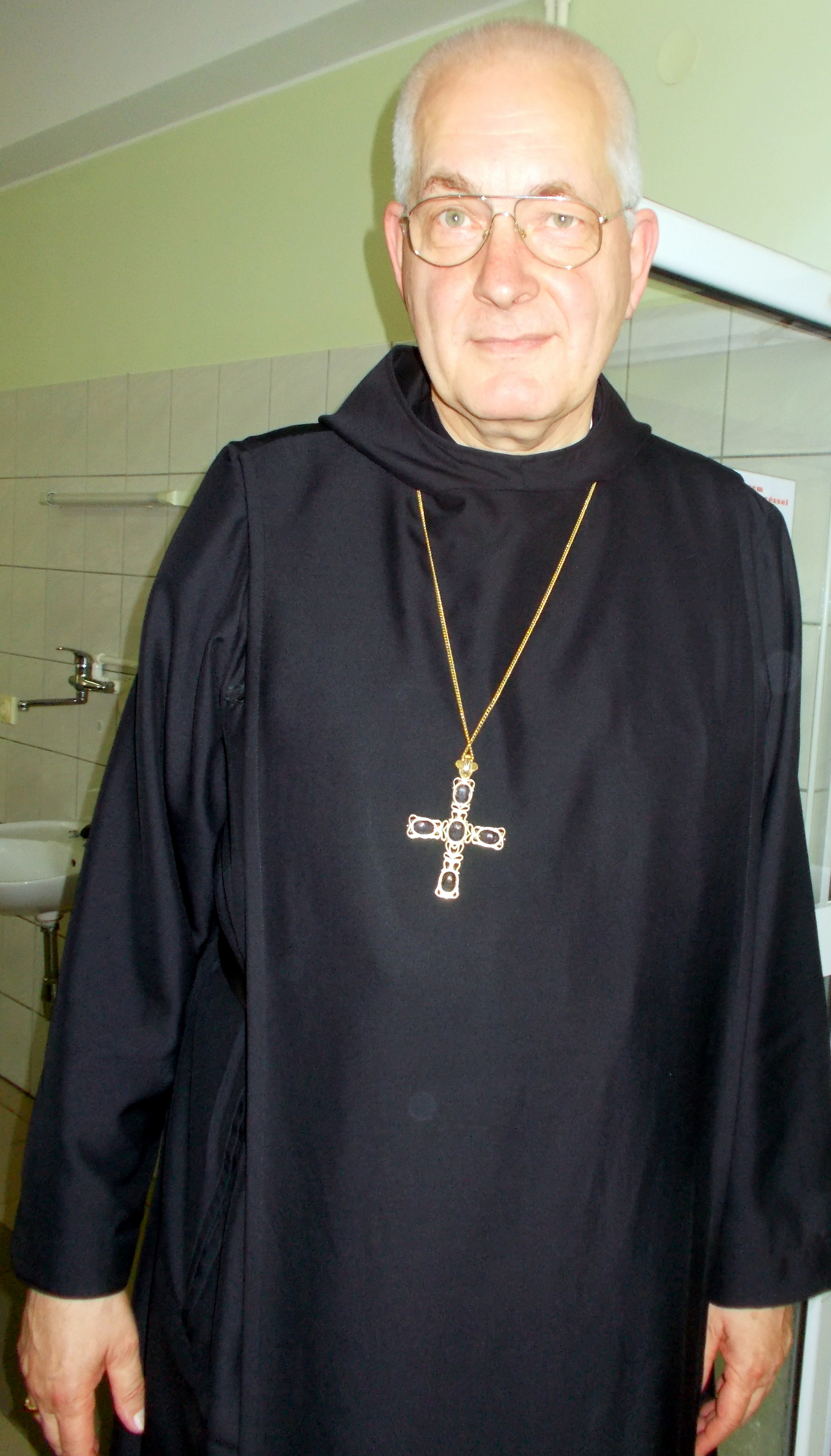
Franziskus Heereman, Abt von Neuburg (1988–2016)

Franziskus (Angelo Sylvester Alexander Maximilian Apollinaris) Freiherr Heereman von Zuydtwyck OSB (* 7. März 1946 in Hannover) war von 1988 bis 2016 Abt der Benediktinerabtei Neuburg in Heidelberg.

## Familie
Franziskus Heereman entstammt dem alten niederländischen Adelsgeschlecht Heereman von Zuydtwyck. Er ist das vierte von fünf Kindern aus der Ehe des Fabrikanten Sylvester Freiherr Heereman van Zuydtwyck (1905–1991) und Alexandra Alice Gräfin von Hardenberg (1912–2010). Er ist der Bruder von Johannes Freiherr Heereman von Zuydtwyck, Präsident von Malteser International, und Onkel von Sylvester Heereman LC, dem früheren Generalvikar und kommissarischen Leiter (2012–2014) der Legionäre Christi. Er ist ein Vetter des früheren Bundestagsabgeordneten und Präsidenten des Deutschen Bauernverbandes Constantin Freiherr Heereman von Zuydtwyck.

## Leben
Franziskus Heereman wuchs mit seinen vier Geschwistern in Misburg bei Hannover auf. Seit 1962 besuchte er das Kolleg St. Thomas in Vechta, ein Internat der Dominikaner. Nach dem Abitur 1966 reiste er mehrere Monate durch die USA. Im selben Jahr begann er an der Universität Fribourg in der Schweiz sein Studium der Philosophie und Theologie und wechselte 1968 an die Päpstliche Universität Gregoriana in Rom. 1970 trat er  in die Trappisten-Abtei Mariawald in der Eifel ein. Er beendete sein Studium in Fribourg und empfing am 15. April 1977 durch Klaus Hemmerle, den Bischof von Aachen, die Priesterweihe. Seine Primiz feierte er einen Tag später in Westbevern.
Nach dem Rücktritt von Abt Otto Aßfalg am 4. Februar 1980 wurde Franziskus Heereman zum Superior ad nutum (Interimsoberen) der Abtei ernannt und leitete das Kloster Mariawald bis 1983. 1986 rief ihn der Konvent der Benediktinerabtei Neuburg als Prior-Administrator nach Heidelberg und wählte ihn zwei Jahre später zum 4. Abt der Abtei Neuburg. Sein Wahlspruch als Abt lautet: Per ducatum evangelii – Durch die Führung des Evangeliums. Er war Internetbeauftragter der Salzburger Äbtekonferenz. Am 7. März 2016 endete seine Amtszeit nach den Regeln der Beuroner Kongregation mit dem 70. Geburtstag.